# Oswald Michaud
Pour les articles homonymes, voir Michaud.
Oswald Michaud (né en 1891 à Verner, Ontario, au Canada, et mort en 1966, à Montréal, au Québec) est un acousticien, un musicien et un inventeur québécois d'origine franco-ontarienne.

## Biographie
Oswald Michaud est né en 1891 à Verner, une petite localité francophone située en Ontario sur la rivière Veuve, entre Sudbury et North Bay. Il a étudié le métier d’accordeur-technicien à Battle Creek au Michigan au début du XXe siècle et se trouve un emploi dans une fabrique de pianos à Sainte-Thérèse-de-Blainville en 1910. Il devient ensuite accordeur en 1911 à l’Université McGill. Il passe ensuite au Conservatoire national de Montréal. Il y sera professeur d’acoustique et examinateur pendant 25 ans. Il a également été pianiste au cinéma muet pendant une dizaine d’années. En compagnie d’Euclide et de Jérémie David, il fonde la fabrique de pianos David & Michaud en 1917. Elle fermera en 1923, à l’époque où les radios envahissent les foyers canadiens. Il devient l’accordeur attitré de la toute nouvelle Société Radio-Canada en 1936, poste qu’il occupera jusqu’à la fin des années 1950.
Oswald Michaud invente le Sonobel, en 1937, un piano électrique qui devait, selon le célèbre pianiste classique Egon Petri, « faire le délice des pianistes».
Le roi d’Angleterre George VI et la reine Elizabeth II ont entendu le pianiste Paul de Marky en jouer lors de leur périple à Charlottetown en 1939. C’est en cette même année que l’invention fut brevetée. Les aléas de l’histoire ont parfois raison d’inventions, d’innovations et de découvertes. Ce sera le cas du Sonobel, victime de la Seconde Guerre mondiale, en raison apparemment d’une pénurie des matériaux nécessaires à sa construction qui frappait l’Amérique du Nord. Son inventeur n’en fabriquera que deux, qui resteront confinés dans les studios de la Société Radio-Canada.